# Jobinia glossostemma
Jobinia glossostemma är en oleanderväxtart som först beskrevs av Miguel Lillo, och fick sitt nu gällande namn av Liede och Meve. Jobinia glossostemma ingår i släktet Jobinia och familjen oleanderväxter. Inga underarter finns listade i Catalogue of Life.